# Langgai Tinggang

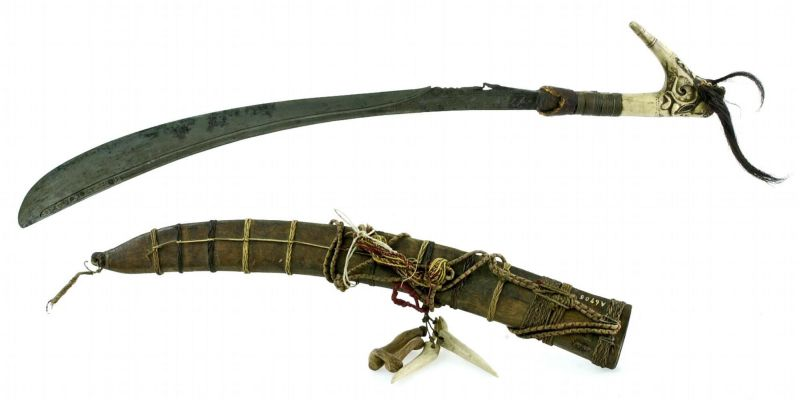
Langgai Tinggang con su vaina

Langgai Tinggang (otros nombres también incluyen Langgai Tinggan, Langgi Tinggang, Mandau Langgi Tinggan) es una espada tradicional del pueblo Iban, Borneo. El nombre Langgai Tinggang significa 'la pluma más larga de cola de un cálao'.
Esta espada es casi idéntica a la niabor, pero con una empuñadura que se asemeja a la del mandau. La hoja tiene un filo convexo y un lomo cóncavo. A ambos lados, una costilla ancha se extiende desde el protector de dedos hasta la punta. El guarda dedos es más pequeño que el del niabor y está más alejado de la empuñadura. A diferencia del protector de dedos del niabor, el Langgai Tinggang tiene uno que es similar al del mandau. Otra característica que separa al Langgai Tinggang del niabor es el pomo del Langgai Tinggang que siempre está decorado con pelo de animal.